# Église Saint-Basle de Berthenicourt
L'église Saint-Basle de Berthenicourt est une église située à Berthenicourt, en France.

## Localisation
L'église est située sur la commune de Berthenicourt, dans le département de l'Aisne.